# FHIA-1
La FHIA-01 nota anche come Goldfinger è una cultivar di banana sviluppata dalla Fundación Hondureña de Investigación Agrícola nel 1988. Questa banana si distingue per il suo netto sapore di mela, grande produttività e la notevole resistenza ai patogeni.

## Tassonomia
La Goldfinger è un incrocio tra Musa acuminata e Musa balbisiana, appartenente al gruppo AAAB. Prima di essere battezzata FHIA-1 o Goldfinger il suo nome era SH-3481. In particolare la Goldfinger è il risultato dell'incrocio tra la banana Prata Aña (del gruppo AAB) e la banana SH-3142.  La banana SH-3142 fu sviluppata a sua volta dall'incrocio tra SH-1734 e Musa acuminata (AA) Pisang jari buaya. Infine SH-1734 fu sviluppata da Musa acuminata (AA) Lidi (di Sumatra), Musa acuminata (AA) Sinwobogi (della Papua New Guinea), e una Musa acuminata selvatica delle Filippine.

## Descrizione
Le piante di questa cultivar hanno pseudofusti particolarmente robusti che sono in grado di sopportare il peso di grossi caschi anche senza il bisogno di essere aiutati con sostegni: l'altezza degli stessi è compresa tra due metri e mezzo e tre metri e mezzo, alla fioritura. Il casco si presenta asimmetrico e vagamente inclinato. Ai tropici il tempo che intercorre tra la piantagione e la fioritura è compreso tra 290 e 320 giorni, e tra la fioritura e il raccolto passano altri 90-100 giorni. La quantità di frutti per ogni fioritura si aggira tra i 25 e i 35 kg, con un peso per frutto compreso tra 192 e 220 grammi.
Questa banana è particolarmente attraente per i piccoli coltivatori del sud del mondo perché, dato che è stata selezionata per la sua resistenza ai patogeni, può essere coltivata senza ricorrere a trattamenti chimici, assicurando un raccolto regolare anche a coloro che non hanno accesso ai medicinali fitosanitari. Allo stesso tempo la Goldfinger può risultare interessante per la coltivazione commerciale perché a differenza delle banane Cavendish può essere coltivata con metodi biologici.
Queste piante sono vigorose e sono bene adattate a condizioni subottimali, sia in termini di temperature che di umidità. Ai tropici crescono bene fino a 1400 metri sul livello del mare. Non amano terreni soggetti ad allagamenti, e vogliono terreni drenati, ma apprezzano buoni livelli di umidità: in particolare le piogge dovrebbero aggirarsi sui 2000 millimetri annui. L'ottimo di temperatura è a 28 gradi: a queste temperature ogni 8 settimane le piante richiedono un intervento per rimuovere i numerosi polloni.

## Usi
La banana è risultata adatta al doppio uso: può essere consumata cotta quando è ancora verde, ad esempio bollita o fritta, mentre può essere consumata come frutto fresco quando è matura. A maturità le banane di questa cultivar divengono completamente gialle, la consistenza è morbida e il sapore leggermente acidulo. Se invece vengono cotte verdi, all'esterno divengono bianche mentre all'interno divengono giallo dorate. Una particolarità interessante di questa banana è che, a differenza delle Cavendish, il suo frutto non diventa nero una volta tagliato, per cui si presta molto per macedonie di frutta.